# Tempestade subtropical Mani
A tempestade subtropical Mani foi a segunda tormenta de 2020 e a décima a se formar no litoral do Brasil desde o furacão Catarina de 2004.
Trouxe chuvas torrenciais em todo o Espírito Santo, norte do Rio de Janeiro, sul da Bahia e quase todo o estado de Minas Gerais.
Em 21 de outubro de 2020, a Climatempo identificou um possível sistema de baixa pressão que se formaria no litoral do Espírito Santo, com previsibilidade de precipitação de até 100 mm na capital Vitória entre domingo (25 de outubro) e segunda-feira (26 de outubro). Ela foi confirmada pela Marinha do Brasil 4 dias depois.

A tormenta não causou mortos nem feridos mas deixou 400 pessoas desabrigadas, algumas pedras rolaram das encostas e ocorreram deslizamentos, segundo a Defesa Civil do ES. Em Vitória da Conquista Mani causou ventania de até 87 km/h, destruíndo um centro comercial e em Itabuna as ruas ficaram alagadas.  
Também teve ressaca entre Arraial do Cabo (RJ) e Regência (ES) com ondas de até 2,5 m. A tempestade enfraqueceu-se a partir de 27 de outubro até ser  absorvida por um ciclone extratropical (baixa pressão associada a uma frente fria). O núcleo foi totalmente expirado em 28 de outubro de 2020.
Uma curiosidade: a Marinha do Brasil (3 anos antes) havia adicionado mais 5 nomes em tupi. Antes eram 10 nomes e o último seria justamente "Mani".